# Javorník (ort i Tjeckien, Olomouc)
Javorník är en stad i Tjeckien.   Den ligger i regionen Olomouc, i den östra delen av landet, 190 km öster om huvudstaden Prag. Javorník ligger 301 meter över havet och antalet invånare är 2 967.
Terrängen runt Javorník är kuperad åt sydväst, men åt nordost är den platt. Runt Javorník är det ganska glesbefolkat, med 29 invånare per kvadratkilometer. Javorník är det största samhället i trakten. Trakten runt Javorník består till största delen av jordbruksmark.